# 진 장공
진 장공은 영진의 군주이다. 이름은 기(其)라고 하나 이를 부정하는 의견도 있다. 주선왕이 그의 부친인 진중을 시켜 서융을 정벌하게 했으나 오히려 서융이 진중을 죽였다. 그러자 선왕이 그를 불러 위로하고 군(君)에 봉하여 진중의 뒤를 잇게 하였다. 장공은 진중을 이어 서융을 정벌하였고, 여러번 전투에서 서융을 격파해 영토를 넓히는 등 국가의 기반을 닦았다. 서수(西垂)를 차지하는 등 선왕 시기에 서방의 번병이 되었다. 장공 이후 양공 때 평왕의 동천을 돕고 옛 주의 땅을 차지하고 백작을 받음으로써 정식 제후국으로 성립하였다.